# Аль-Муктафи Лиамриллах
Абу́ Абдулла́х Муха́ммад ибн А́хмад аль-Мукта́фи Лиамрилла́х (араб. أبو عبد الله محمد المقتفي لأمر الله‎; 1096 — 12 марта 1160 Исфахан) — багдадский халиф из династии Аббасидов, правивший с 1136 по 1160 год.

## Биография
Мухаммад ибн Ахмад родился в 1096 г. (489 г. х.). Он пришёл к власти в возрасте 41 года в результате низложения своего племянника ар-Рашида Биллаха. Его женой была сестра сельджукского султана Масуда. В 1139 г (542 г. х.) халиф аль-Муктафи Лиамриллах объявил своим наследником своего сына Юсуфа аль-Мустанджида.
В 1146 г. (549 г. х.) был убит фатимидский халиф аз-Захир Биллах. Халиф аль-Муктафи призвал Нураддина Занги воспользоваться этим и совершить поход на Фатимидов, окончательно низложив эту династию. Однако в тот период Нураддин Занги был занят войной с крестоносцами и Византией. Установив контроль над Дамаском, Занги превратил своё государство в могущественную силу.
Халиф аль-Муктафи умер 12 марта 1160 г. (555 г. х.) в возрасте 66 лет.